# Mormont (Nassogne)
Pour les articles homonymes, voir Mormont.
Mormont est un hameau du village de Masbourg, au cœur de la forêt ardennaise, en Belgique. Administrativement il fait partie, avec Masbourg, de la commune de Nassogne située en Région wallonne dans la province de Luxembourg.

## Géographie
Mormont se situe à quatre kilomètres au sud du village de Nassogne et à 200 mètres à l’ouest du Fourneau Saint-Michel, ce dernier étant séparé de Mormont par la Masblette, un affluent de la Lomme.